# Nosowicze (rejon wołożyński)
Nosowicze (biał. Носавічы; ros. Носовичи) – wieś na Białorusi, w obwodzie mińskim, w rejonie wołożyńskim, w sielsowiecie Wołożyn. Od północy sąsiaduję z Wołożynem.
W dwudziestoleciu międzywojennym leżały w Polsce, w województwie nowogródzkim, w powiecie wołożyńskim.